# Gare de Sévérac-le-Château
Ne doit pas être confondu avec Gare de Sévérac.
La gare de Sévérac-le-Château, parfois appelée gare de Sévérac d'Aveyron, est une gare ferroviaire française de la ligne de Béziers à Neussargues (dite aussi ligne des Causses), située à proximité du centre-ville de Sévérac-le-Château, sur le territoire de la commune de Sévérac d'Aveyron, dans le département de l'Aveyron, en région Occitanie.
Elle est mise en service en 1880, par la Compagnie des chemins de fer du Midi et du Canal latéral à la Garonne.
C'est une gare de la Société nationale des chemins de fer français (SNCF), desservie par des trains Intercités et des trains régionaux (TER Occitanie).

## Situation ferroviaire
Établie à 670 mètres d'altitude, la gare de Sévérac-le-Château est située au point kilométrique (PK) 579,559 de la ligne de Béziers à Neussargues, entre les gares voyageurs ouvertes de Millau et de Campagnac - Saint-Geniez.
Gare de bifurcation, elle est l'origine de la ligne de Sévérac-le-Château à Rodez.

## Histoire

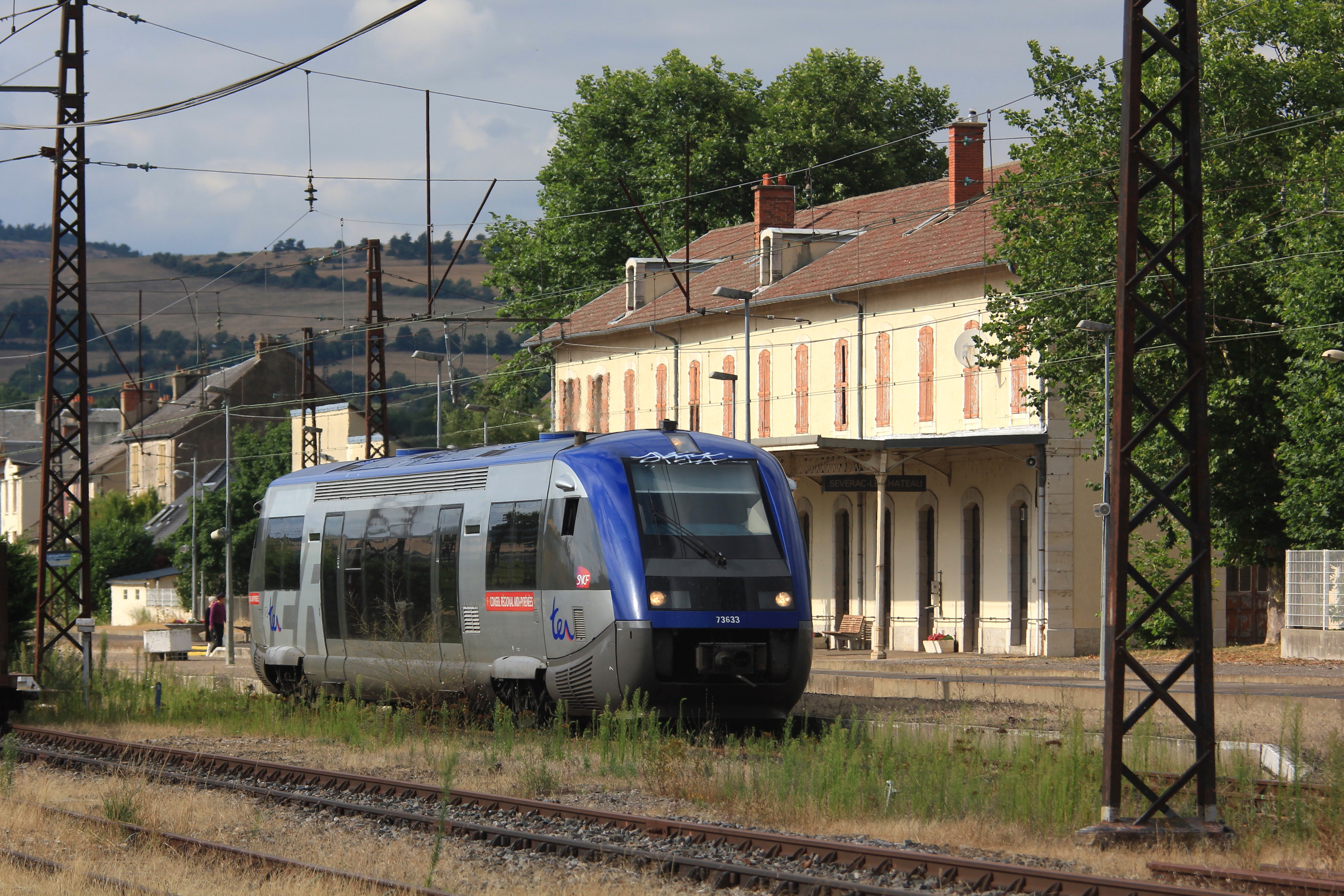
Un TER Rodez - Millau desservant la gare, en 2015.

La Compagnie des chemins de fer du Midi et du Canal latéral à la Garonne obtient en 1863 la concession d'un chemin de fer de Millau à Rodez et un embranchement, débutant près de Séverac, vers Marvejols et Mende. Cette ligne de Millau à Rodez, via Sévérac, est mise en service par la Compagnie du Midi le 14 mai 1880.
Sévérac devient gare d'embranchement avec l'ouverture du tronçon de Séverac à Banassac - La Canourgue, prolongé jusqu'à Marvejols en 1884 et Neussargues en 1888. Cette ligne devient la ligne principale et de Sévérac à Rodez un simple embranchement.
Lors de l'électrification de la ligne par la Compagnie du Midi, une sous-station électrique est édifiée au début des années 1930.

## Fréquentation
De 2015 à 2023, selon les estimations de la SNCF, la fréquentation annuelle de la gare s'élève aux nombres indiqués dans le tableau ci-dessous.
| Année               | 2015   | 2016   | 2017   | 2018   | 2019   | 2020   | 2021   | 2022   | 2023   |
| ------------------- | ------ | ------ | ------ | ------ | ------ | ------ | ------ | ------ | ------ |
| Nombre de voyageurs | 20 906 | 22 313 | 26 077 | 21 689 | 16 054 | 12 150 | 14 149 | 11 788 | 10 098 |

## Dans la culture
La gare apparait dans le film Calmos 1976  de Bertrand Blier. À partir de la 52e minute, une CC 6500 est visible dans les Causses, aux alentours de la gare de Sévérac-le-Château (CC 6534), puis une courte scène est tournée sur le quai devant la gare à la 53e minute où Gérard Jugnot quitte sa famille pour rejoindre le groupe d'hommes marchant sur la voie.

## Service des voyageurs

### Accueil
Gare SNCF, elle dispose d'un bâtiment voyageurs, avec guichet, ouvert tous les jours.

### Desserte
Sévérac-le-Château est desservie par des trains Intercités et des trains TER Occitanie.

### Intermodalité
Un parking pour les véhicules est aménagé. La gare est desservie par la ligne 214 du réseau liO.

## Service des marchandises
Sévérac-le-Château est une gare n'acceptant que des trains massifs.